# Ferdinando Sebastiani
Pour les articles homonymes, voir Sebastiani.
Ferdinando Sebastiani (né en 1803 à Capoue, décédé en 1860 à Naples) est un clarinettiste et compositeur italien. Il est considéré comme le fondateur de l'école de clarinette napolitaine.

## Biographie
Il a étudié au Real Collegio di Musica di San Sebastiano (qui deviendra le Conservatorio di San Pietro a Magella en 1828) à Naples avec Michele Rupp , clarinettiste et chef du Reggimento Granatieri et première clarinette de l'orchestre du Teatro del Fondo  et du Teatro San Carlo. Il a également étudié la composition auprès de Fedele Fenaroli. 
Ses études terminées, il occupe le poste de clarinette solo au teatro San Carlo et au Reale Capella Palatina (it) de 1828 à 1859. Il se produit comme soliste au Real Teatro di San Carlo (1823) et au Teatro di Firenze (1829). Sur certaines partitions publiées, il est fait mention en français : « première clarinette de la Chambre du Roi de Naples. »
Par rapport au clarinettiste virtuose Ernesto Cavallini originaire de Milan situé dans une région riche, Fernandino Sebastiani a peu voyagé et restera attaché à sa région napolitaine plus pauvre ; en 1928, il joue comme soliste à Paris et à Londres son propre concerto et des variations sur des thèmes de Rossini qui seront très applaudis. 
Il était l'ami des compositeurs Donizetti, Mercadante, Rossini et Verdi, qui lui a écrit le solo de Luisa Miller (1849). Il a également inspiré des solos de clarinette à Mercadante et à Valentino Fioravanti. 
En 1843, Cavallini lui dédie sa Fantaisie sur des motifs de la Sonnambula de Bellini.
Il enseigne au conservatoire de Naples. 
Il a composé, entre autres, 3 concertos pour clarinette et orchestre. 
Beaucoup de ses compositions sont restées manuscrites et n'ont pas été éditées de son vivant. 
Il écrit sa metodo per clarinetto publiée à Naples en 1855. Cette méthode s'adresse aux clarinettes à 13 clefs et décrit la technique « italienne » pour l'embouchure avec l'anche sur le dessus. 
Il a collaboré avec le facteur napolitain Gennaro Bosa dans les années 1830 pour faire évoluer le modèle de clarinette à 13 clefs d'Iwan Müller, notamment au niveau des clés de pouce en conservant l'embouchure avec l'anche sur le dessus.
Il décède en 1860 à Naples.

## Œuvre
- Concerto Fantastico in Do minore per clarinetto e grande orchestra[4], [5]
- Fantaisie sur le thème de  « La sonnambula » de Bellini
- Un piccolo fiore pour clarinette et piano
- Breve Pezzo pour clarinette et piano[6]
- Fantasia sull’opera Semiramide de Rossini, fantaisie d'opéra pour clarinette et piano.
- Deuxième Fantaisie pour la clarinette avec accompagnement de piano sur divers morceaux de Paër, (Paris : Pacini)[3]
- Casta Diva tirée de l'opéra Norma de V.Bellini, arrangement pour clarinette et piano

Les éditions « Castejon music Éditions » ont publié en 2010 diverses œuvres de Ferdinando Sebastiani, révisées et préfacées par Antonio Caroccia et Anthony R. DelDonna:
- Canto Religioso & Un Piccolo Fiore, pièces pour clarinette et piano
- Fantasia sur « La Sonnambula » de Bellini (1ère et 2ème version), pour clarinette et piano
- Scherzo sur « Il Trovatore » de Verdi, pour clarinette et piano
- La Gazza Ladra di Rossini, arrangé pour flûte, 2 clarinettes et basson